# 1373
Het jaar 1373 is het 73e jaar in de 14e eeuw volgens de christelijke jaartelling.

## Gebeurtenissen
februari
- 6 tot 9 - Een vredesconferentie over de Gelderse Successieoorlog te Geertruidenberg mislukt.

maart
- 28 - Er wordt een nieuw vredesverdrag gesloten tussen Castilië en Portugal, dat bezegeld zal worden door het huwelijk van Beatrix van Portugal met Sancho van Alburquerque, de broer van de koning van Castilië, Henrik II. Het huwelijk wordt kort daarna in Santarém gesloten.
- maart - Bertrand du Guesclin, connétable van Frankrijk, valt Bretagne binnen.

april
- april - Hertog Jan IV van Bretagne is gedwongen in ballingschap te gaan in Engeland.

mei
- 8 - De mystica Juliana van Norwich krijgt in vijf uur vijftien visioenen.

oktober
- 18 - Paus Gregorius XI keurt de kloosterorde der Hiëronymieten goed.

zonder datum
- Anglo-Portugees Verdrag gesloten tussen Eduard III van Engeland en Ferdinand I van Portugal.
- Manuel II van Byzantium wordt medekeizer naast zijn vader Johannes V.
- Adolf van Nassau-Wiesbaden-Idstein wordt door een deel van het kapittel van de Dom van Mainz tot aartsbisschop van Mainz gekozen. Paus Gregorius XI benoemt echter Lodewijk van Meißen, bisschop van Bamberg, tot aartsbisschop van Mainz.
- Griethausen en Krefeld krijgen stadsrechten.
- Door een dijkdoorbraak van de Noord ontstaat het Lammetjeswiel.

## Opvolging
- Achaje - Filips II van Tarente opgevolgd door zijn nicht Johanna I van Napels
- Armenië - Constantijn VI opgevolgd door zijn dochter Isabella
- Augsburg - Burkhard van Ellerbach als opvolger van Johan I van Schadland
- Brandenburg - Otto V van Beieren opgevolgd door Wenceslaus van Luxemburg
- Brunswijk-Wolfenbüttel - na de dood van Magnus II verdeeld tussen zijn zoons Frederik I (Brunswijk-Einbeck), Hendrik de Milde (Brunswijk-Wolfenbüttel) en Bernhard I (Brunswijk-Lüneburg)
- Neuchâtel - Lodewijk opgevolgd door
- Tibet - Jamyang Shakya Gyaltsen opgevolgd door zijn broer Shakya Rinchen

## Afbeelding
Wat Phnom

## Geboren
- 31 maart - Catharina van Lancaster, echtgenote van Hendrik III van Castilië
- 25 juni - Johanna II, koningin van Napels (1414-1435)
- 2 augustus - Adolf IV, graaf en hertog van Kleef en Mark
- 22 september - Thomas le Despencer, Engels edelman
- 3 oktober - Hedwig, koningin van Polen (1382-1399)
- 5 december - Guy van Boulogne (~60)
- Francesco Foscari, doge van Venetië (1423-1457)
- Eduard van Norwich, Engels edelman (jaartal bij benadering)
- Ernst van Beieren, Duits edelman (jaartal bij benadering)
- Pieter Appelmans, Brabants architect (jaartal bij benadering)
- Rudolf III van Saksen, Duits edelman (jaartal bij benadering)

## Overleden
- 16 januari - Humphrey de Bohun (31), Engels edelman
- 16 mei - Jan I van Armagnac (~61), Frans edelman
- 10 juni - Lodewijk van Neuchâtel (68), Frans edelman
- 25 juli - Magnus II van Brunswijk (~49), Duits edelman
- september - Elisabeth van Bohemen (15), echtgenote van Albrecht III van Oostenrijk
- 3 november - Johanna van Valois (30), echtgenote van Karel II van Navarra
- 5 december - Guy van Boulogne, aartsbisschop van Lyon
- Arnold van Rummen, Luxemburgs edelman
- Birgitta van Zweden, Zweeds kloosterstichtster
- Constantijn VI, koning van Armenië (1362-1373)
- Fa Ngum (~57), eerste koning van Lan Xang (1353-1371)
- Hugolinus Magalotti, Italiaans kluizenaar
- Jamyang Shakya Gyaltsen (~33), vorst van Tibet (1364-1373)